# Коринфська колона з фігурою Богородиці (Підкамінь)
Коринфська колона з фігурою Богородиці (Підкамінь) — коринфська кам'яна колона, подарована Монастирю домініканів руським воєводою Яном Станіславом Яблоновським 1719 року і встановлена на кошти Станіслава Лідихівського. Колона поставлена як пам'ять про Тарногрудську конфедерацію на квадратний багатоярусний східчастий постамент. Розташована на території двору Монастиря домініканів (Монастир походження дерева Хреста Господнього), біля південної стіни костелу. Завершує колону позолочена мідна скульптура, виконана 1718 року ґданським майстрем-золотарем Крістіаном Шобертом. 1877 року під час реставрації колона була відновлена й обгороджена металевими ґратами.

## Цікаві факти
Про Статую Богородиці з дитям на руках в Підкамені переповідають історії та легенди. В радянські часи скульптура зазнала руйнувань і корозійних процесів — причиною яких є сліди від обстрілів і почорніння. У 1997 році, з часу повернення храму греко-католицькій громаді та з початком відновлення Підкамінського монастиря Походження дерева Хреста Господнього, позолочена скульптура Богородиці з дитям на руках, згідно легенд, почала самовідновлюватись і набувати яскраво-жовтого кольору.

## Галерея

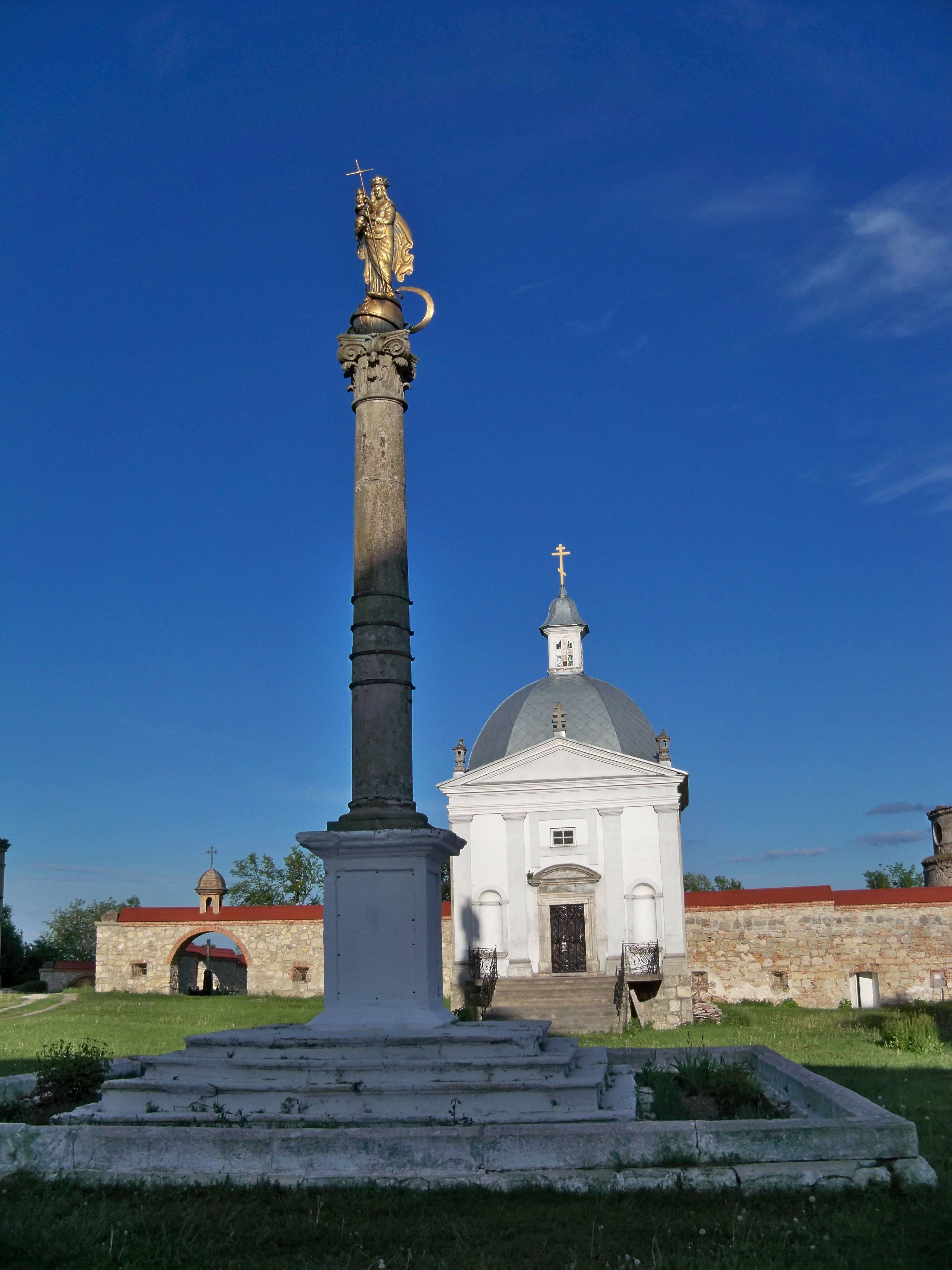
Коринфська колона
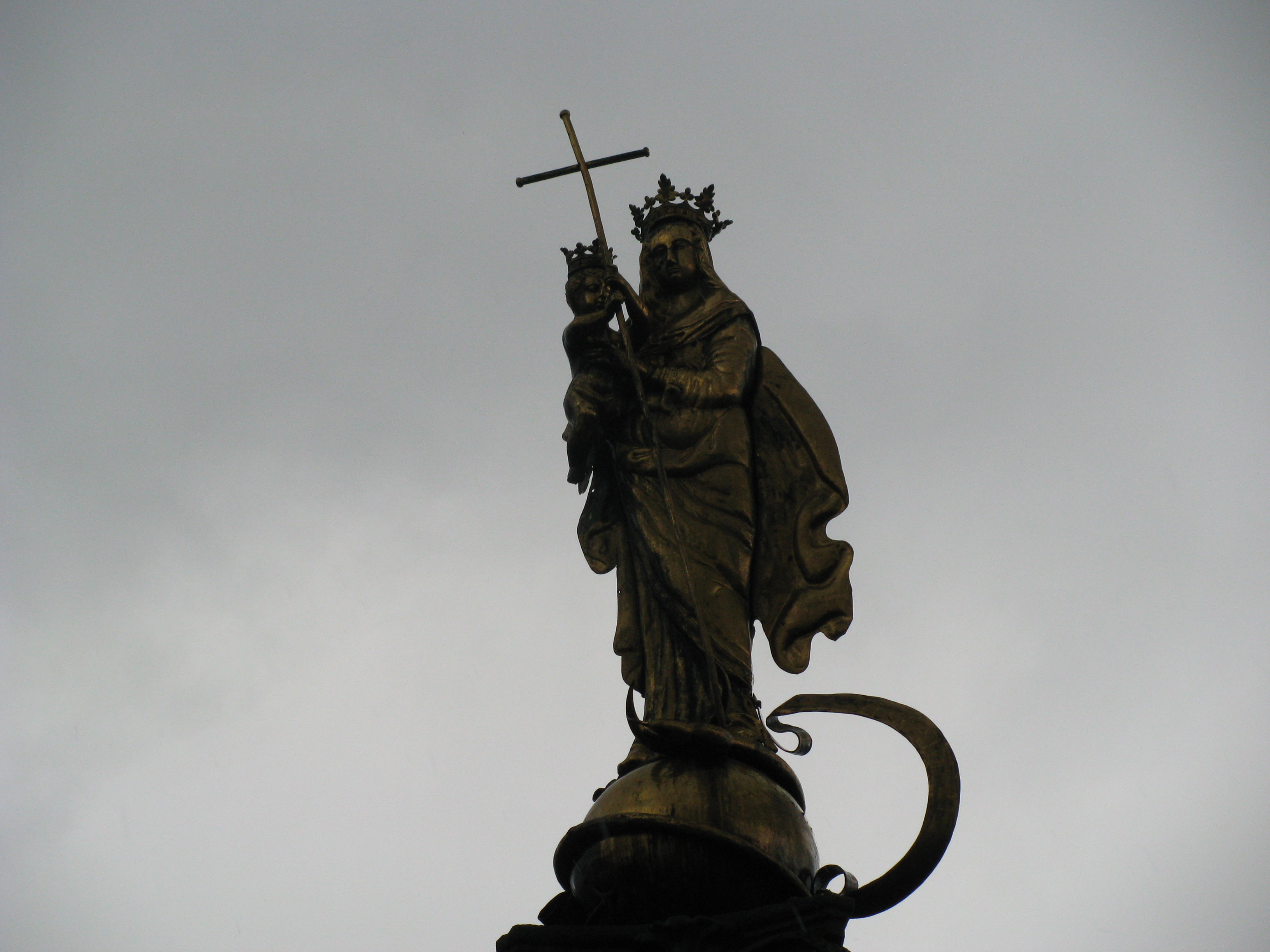
Верхівка шпилю коринфської колони у Підкамені
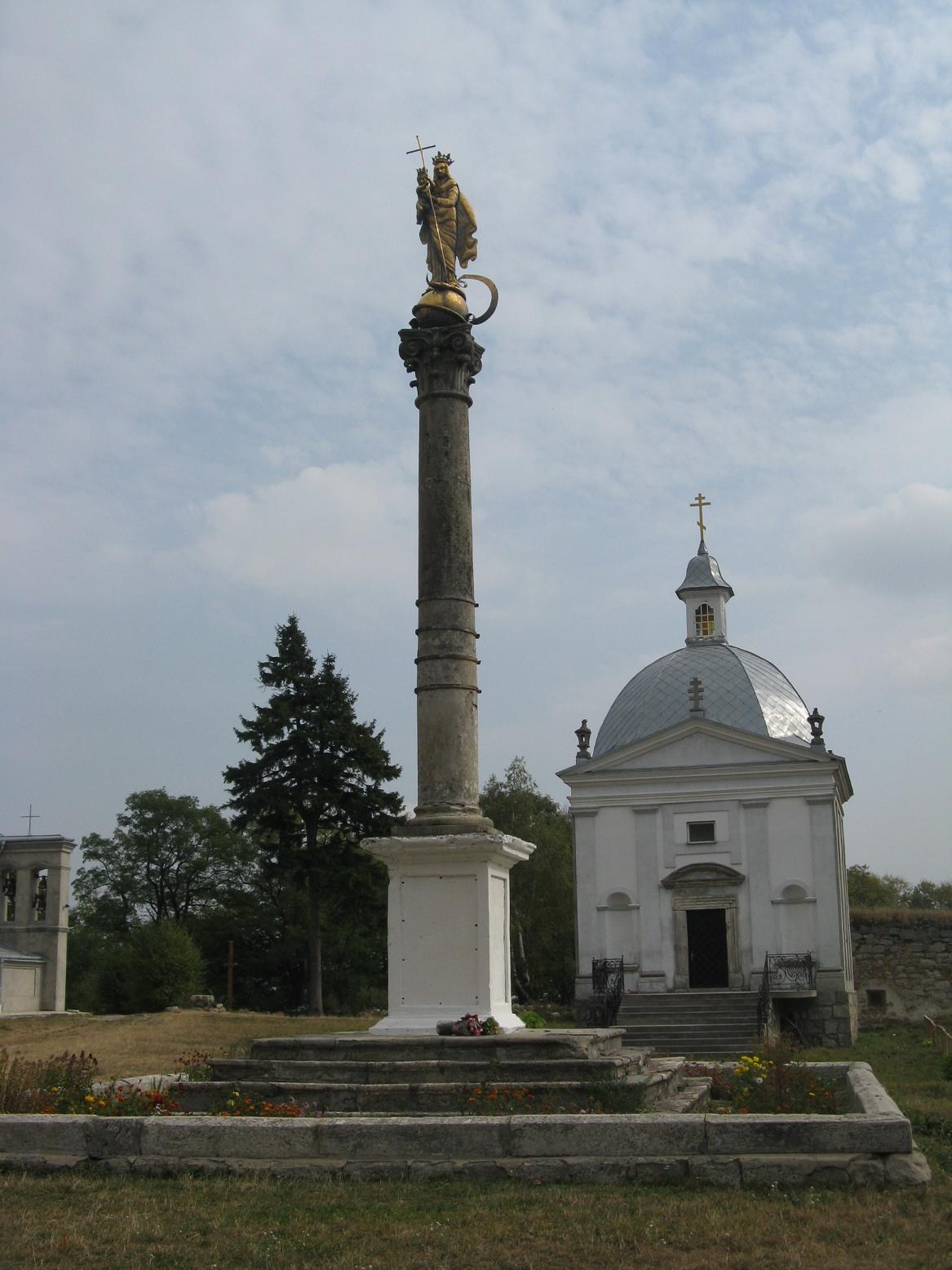
Коринфська колона (мур.) 1719р. смт.Підкамінь
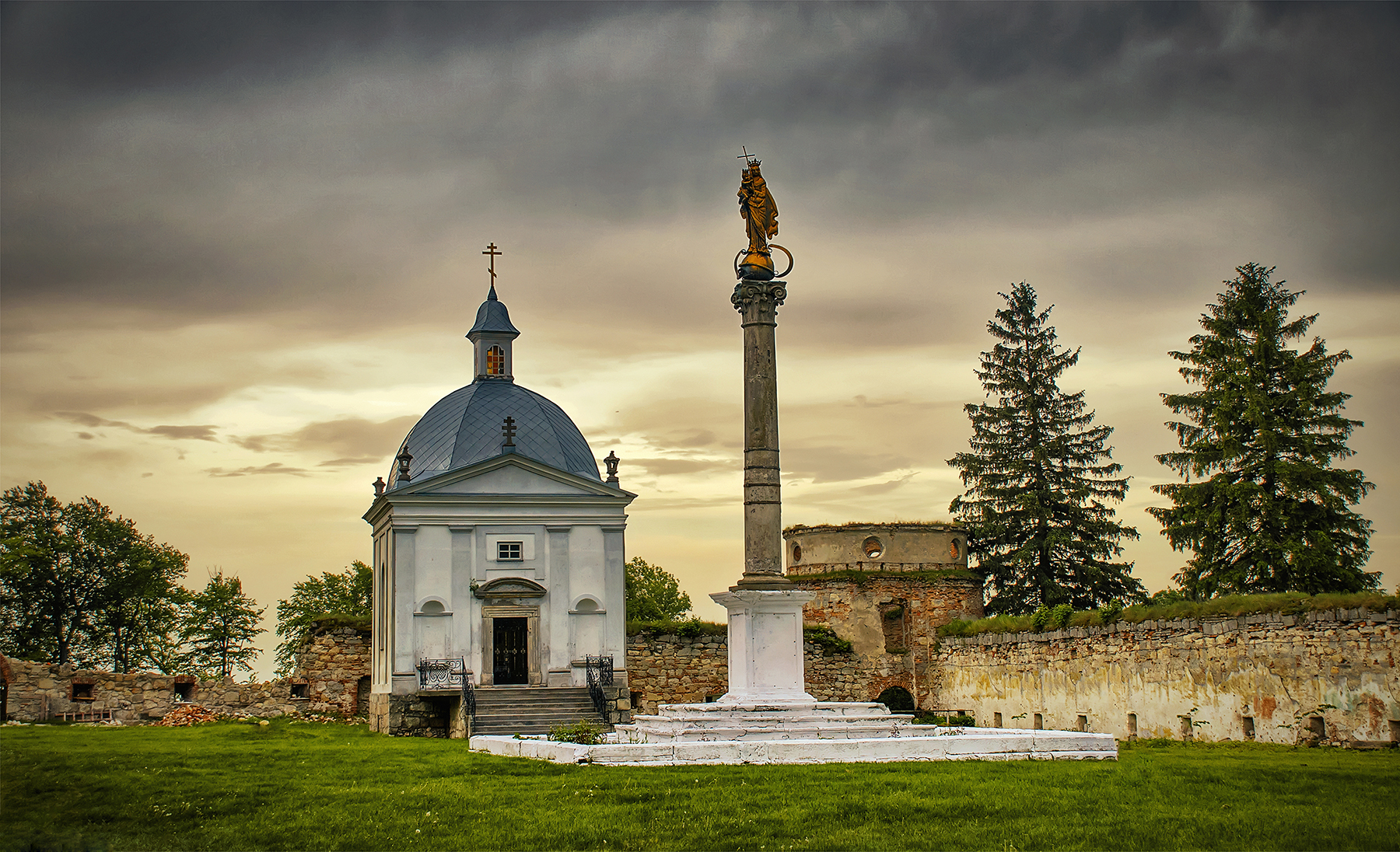
Коринфська колона у Підкамені